# أندريه رولان
أندريه رولان (بالإنجليزية: Andrée Ruellan) فنانة أمريكية (6 أبريل 1905 - 15 يوليو 2006)، كان عملها الواقعي يحمل طابع الحداثة، ويصور عادةً مشاهد يومية في أمريكا الجنوبية ومدينة نيويورك. وُلدت في مانهاتن من أصل فرنسي، وأمضت شبابها هناك وفي باريس، وفي نهاية المطاف جعلت منزلها قريبًا من مستعمرة الفنانين في وودستوك، نيويورك. عُرفت لوحاتها ومطبوعاتها ولوحاتها المائية ورسوماتها بتصوير الناس العاديين في العمل واللعب. تحتضن أعمالها العديد من المتاحف الأمريكية وجامعو التحف الخاصة.

## نشأتها وتعليمها
وُلدت رولان في براونستون بالقرب من حديقة واشنطن سكوير في عام 1905 وكانت الطفل الوحيد لزوجين هاجرا من فرنسا قبل بضع سنوات. شجّع والداها موهبة مبكرة أظهرتها في رسم رسومات واقعية وخيالية. كان الاشتراكيون المتّقدون يعتقدون أن الفنون البصرية قادرة على المساعدة في تصحيح الموقف الرافض المتمثل في نظر العديد من الأميركيين إلى من هم أقل حظًا منهم والأجانب أو الدخلاء -كما يرونهم- على نحو لا يخلو من البغض. عندما كانت في الثامنة من عمرها تقريبًا، اتفقت مع الفنان الهاوي، بن لايبر، لإعطائها تعليمًا غير رسمي، وبعد سنة، ظهر عملها الأول في عدد أبريل من مجلة ذا ماسز (الجماهير) الشهرية الاشتراكية، مع مقالة افتتاحية عن النفاق الديني بقلم ماكس إيستمان. ظهر رسمها الذي يدعى «أبريل»، ملاكًا ينثر زهورًا فوق رأس عامل. في نفس العام، استرعى رسم رولان انتباه رسام مدرسة آشكان، روبرت هنري. رتب هنري لإدراج بعض أعمالها المائية ورسوماتها في عرض في كنيسة سانت مارك في حي بويري، حيث عرض أعماله هو وجورج بيلوز أيضًا.
على مدى السنوات القليلة التالية، عانت رولان من نكسات، أولها عندما أصيبت في حريق، وبعدها عندما توفي والدها في حادث أثناء العمل عندما كانت مراهقة. بدأت في بيع اللوحات والأعمال المائية والرسومات للمساعدة على دعم نفسها وأمها. في عام 1920، فازت بمنحة دراسية للدراسة في رابطة طلاب الفن مع الرسام موريس ستيرن والنحّات ليو لنتيلي. بعد عامين، تبعت ستيرن إلى روما لمنحة فنية أخرى، وبقيت هي ووالدتها في باريس على مدى السنوات الخمس المقبلة، حيث واصلت العمل والدراسة. خلال ذلك الوقت، حصلت على أول عرض منفرد لها في معرض «طقوس الربيع»، وفي عام 1928، حصلت للمرة الثانية على عرض لمرأة واحدة في معرض «ويهي» في نيويورك. إبان وجودها في باريس، التقت بالفنان الأمريكي جون تايلور وأحبته. عاد الاثنان مع والدة رولان إلى الولايات المتحدة عام 1929 واستقروا في «شادي»، وهي قرية قريبة من وودستوك في نيويورك.

## حياتها اللاحقة وعملها
خلال الحرب العالمية الثانية وسنوات ما بعد الحرب، تطور أسلوب رولان ليصبح أكثر قتامة، وبدأ عملها ينقل توترًا أكبر، ويظهر ميولًا سريالية. يبدو أنها أصيبت بخيبة أمل إزاء الدمار الذي لحق بالأوروبيين أثناء وبعد الحرب، والتمييز الذي عاناه صديقها المقرب، الفنان الياباني الأميركي ياسو كونيوشي، وبسبب رد فعلها على احتفالات ماردي جرا المفرطة التي عايشتها في نيو أورليانز للمرة الأولى عام 1948.
غالبًا ما تحتوي لوحات رولان من هذه الفترة على أطفال يرتدون أزياء وأقنعة ماردي جرا. قد يبدو الأمر مرحًا، ولكن توجد عناصر مزعجة في سلوكهم الناضج جدًا وفصل المتفرجين. تعد «أطفال ماردي جرا» عام 1949، من أشهر أعمالها في هذه الفترة. إذ تعرض أربعة أطفال يرتدون أقنعة كرنفالية وأزياء تنكرية. تشير هذه المظاهر إلى محاولة لمحاكاة سلوك البالغين المنحل المرتبط بماردي جرا. وراء هؤلاء، يوجد أربعة أطفال غير متنكرين، ينظرون من خلال حاجز حديدي مثبت فوق حائط، بينما يُرى طفل آخر عبر حاجز من الأسلاك المعدنية. من بين الأطفال الأربعة المتنكرين، يرقص زوج منهم معًا. يظهر الاثنان مرة أخرى في «الأقنعة» عام 1951، وهي مطبوعة بطريقة الحفر المائي بالسكر. الواقع أن تكوين المطبوعة يشبه رسمها «توصيل الفحم». في كلا العملين، تتحرك الأشكال من اليسار إلى اليمين، تنظر لوهلة للأسفل، وفي كليهما ترى نفس خطوط القوة القُطرية والرأسية. ومع ذلك، تختلف الأعمال عن بعضها في الأسلوب بشكل واضح. في «توصيل الفحم»، يُقاد المشاهد إلى مشاركة تعاطف الفنانة مع موضوعها، بينما يستشعر المشاهد في «الأقنعة» تضاربًا في المشهد. وفي الأخيرة، لا توجد وفرة شبابية، ولا شيء يضاهي المرونة الهادئة والشجاعة القوية التي ينقلها الأول.
في منتصف خمسينيات القرن العشرين، بدأ عمل رولان يشرق من جديد. لم تعد إلى الواقعية الاجتماعية في ثلاثينيات القرن العشرين، ولكن بعد رحلة إلى فرنسا؛ أصبح فنها تجريديًا على نحو متزايد. في ذلك الوقت تقريبًا، بدأت باستخدام تقنية «سومي» أو لوحة غسيل الحبر، التي أثبتت أنها أداة مفيدة في دمج الأجزاء التمثيلية إلى نهج تجريدي شامل. يعتبر «تمر البذور» عام 1960 (15 × 24 بوصة) مثالًا على عمل السومي الخاص بها. إذ يعرض ساقًا من التمر ملقاة على سطح مستوٍ غير متمايز. كان أكثر أعمالها تجريدًا بعد إقامتها في فلوريدا في أوائل ستينيات القرن العشرين. غير أن لوحة مونوتيب ملونة غير معنونة، والتي يطلق عليها بشكل غير رسمي «جلاميد»، تُظهر تعاطفًا مع الفن التعبيري التجريدي، وهي أكثر إشراقًا وتحررًا من عملها في فترة ما بعد الحرب. في هذه اللوحات، تعتبر ألواح الألوان عناصر تصميم بقدر الكائنات في الطبيعة.

## معلومات شخصية
عمل والد رولان، أندري (المعروف أيضًا باسم أندرو)، في مجال الطيران كطيار وميكانيكي. كان يأمل أن يصبح نحاتًا، ولكنه وجد أنه لا يستطيع أن يدعم أسرته بهذه الطريقة. كانت والدتها لوسيت لامبرت (وتسمى أيضًا لويز). ولد الوالدان وترعرعا في فرنسا. في عام 1900، قادتهم سياساتهم الاشتراكية ومعتقداتهم السلمية إلى الهجرة إلى نيويورك حتى لا يُجنّد أندري في الجيش الفرنسي. وُلدت رولان في مبنى براونستون في قرية غرينيتش في نيويورك في 6 أبريل 1905، وكانت الطفل الوحيد. كانت اللغة الفرنسية اللغة المتحدَث بها في المنزل، وبالتالي كانت لغتها الأولى. في عام 1952، وُصفت رولان بأنها رشيقة ذات شعر داكن.
أصيبت رولان في حريق عندما كانت في الثانية عشرة من عمرها، وبعد ذلك بقليل انتقلت العائلة من مانهاتن إلى مينيولا في لونغ آيلاند. بعد بضع سنوات، في عام 1920، توفي والدها أندري في حادث مطار. عادت رولان ووالدتها إلى مانهاتن وحصلت على منحة دراسية لتطوير مهاراتها لمساعدة نفسها ووالدتها. بعد وفاة والدها، بقيت هي ووالدتها معًا طيلة حياتهما. خلال عشرينيات القرن العشرين، أقامتا معًا في باريس. في عام 1929، التقت رولان بجون دبليو تايلور، وتزوجت منه بعد ثلاثة أشهر. بالعودة إلى الولايات المتحدة، عاش الثلاثة معًا في مزرعة اشتراها تايلور في شادي، نيويورك، وأقاموا هناك حتى وفاتهم. عقدت رولان وتايلور العزم على دعم نفسيهما من خلال فنهما، ووافقت لوسيت على تولي إدارة منزلهما لمنحهم مزيدًا من الوقت لعملهم، ورافقتهم أيضًا في رحلاتهم. كان جون تايلور معروفًا أيضًا باسم جاك تايلور، وجون ويليامز تايلور، وجون دبليو تايلور. وُلد في بالتيمور في ماريلاند عام 1897، وتوفي في شادي في نيويورك عام 1983. وفرت رولان دخلًا عن طريق بيع الأعمال الفنية، كما فعل تايلور الشيء ذاته أثناء شغل وظائف مؤقتة في تعليم الفنون على مستوى الكلية. كانت رولان وتايلور مشاركين فعالين في مستعمرة الفنانين في وودستوك، وواصلت إنتاج الفن في الثمانينات من عمرها.

### أواخر حياتها
في الخامسة والتسعين من عمر رولان، نُقل عنها قولها، «إن كنت تحظى بموهبة، لا تهملها. كانت إحدى بهجات حياتي، زواجي من فنان مساوٍ لي، ما جعل حياتي أغنى بكثير من حياة معظم أصدقائي». توفيت في 15 يوليو 2006، عن عمر ينهاز 101 سنة في مرفق للرعاية الموسعة في كينغستون، نيويورك.

## الجوائز والتكريمات
- منحة الأكاديمية الأمريكية للفنون والآداب، 1945.[21]
- منحة زمالة غوغنهايم، 1950.
- جائزة سالي جاكوبس - فيبي توبين، وودستوك، نيويورك، 1981.[22]
- جائزة ياسو كونيوشي، وودستوك، نيويورك، 1994.[22]